# Mejobentos
Mejobentos (także Meiobentos) – zespół organizmów zwierzęcych bentosowych (osiągających rozmiary do kilku milimetrów) związanych z dnem środowisk wodnych, zarówno śródlądowych zbiorników wodnych, jak i cieków oraz środowisk morskich. Do mejobentosu zalicza się: nicienie, wirki, wrotki, brzuchorzęski, małżoraczki, niektóre skorupiaki, oraz formy młodociane  skąposzczetów i larw owadów.

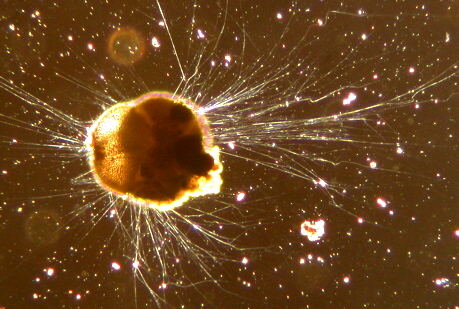
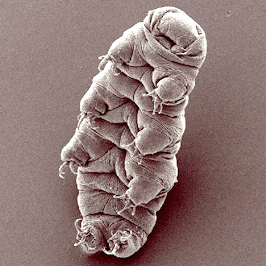
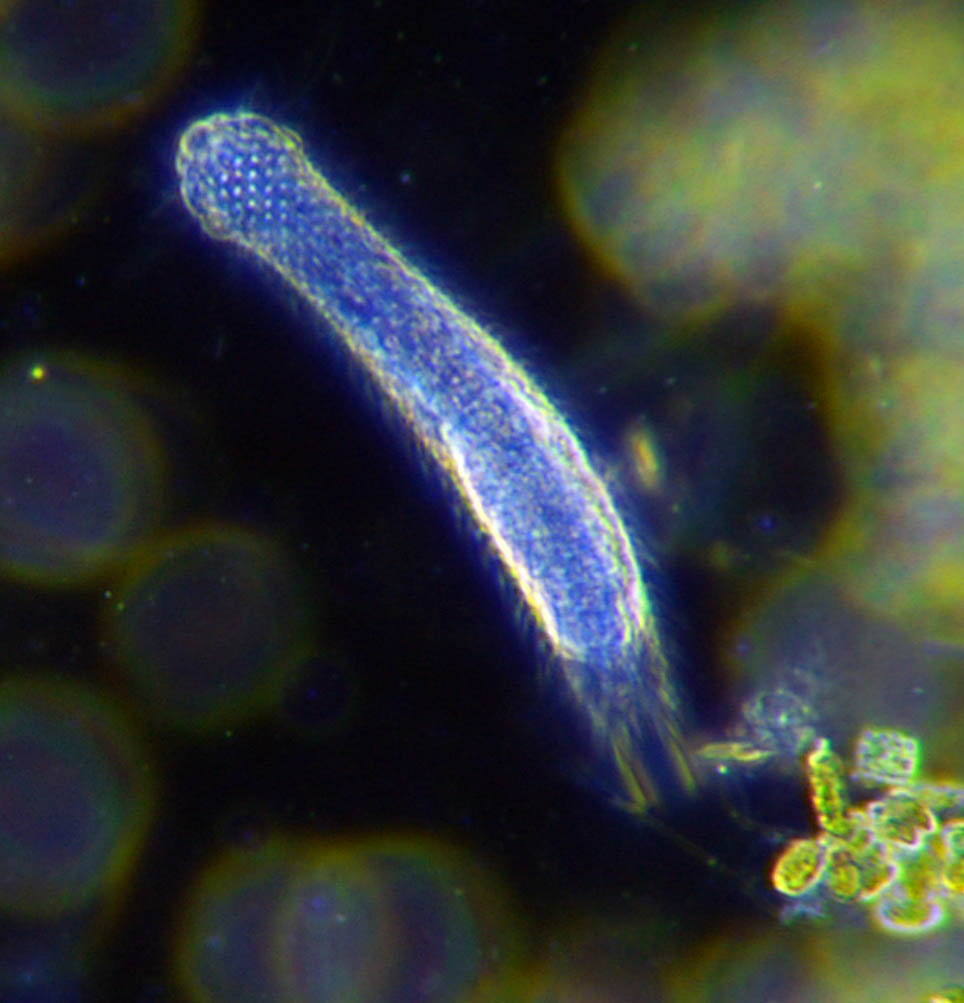
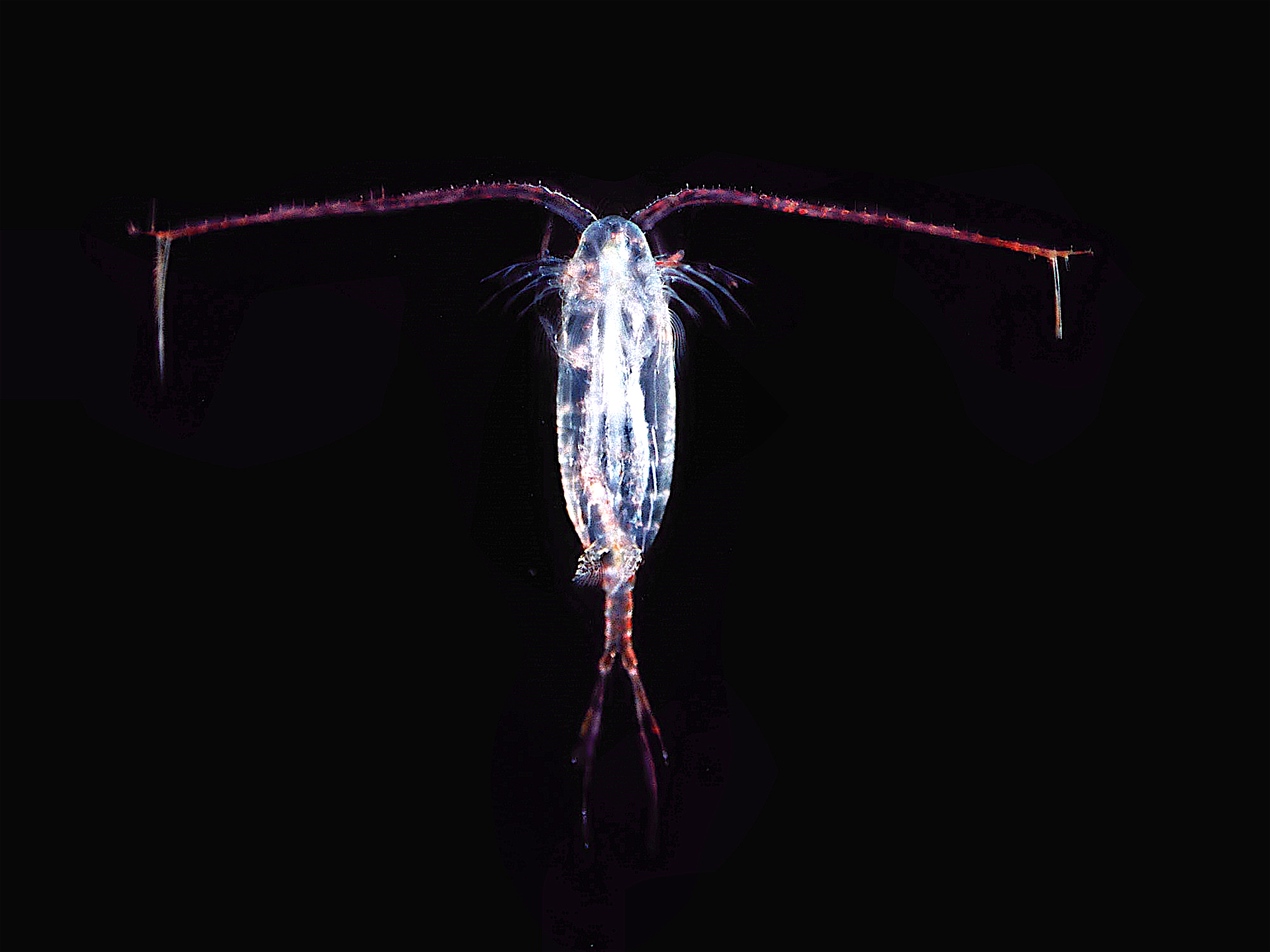